# Sparganothis sulfureana
Sparganothis sulfureana es una especie de polilla del género Sparganothis, tribu Sparganothini, familia Tortricidae. Fue descrita científicamente por Clemens en 1860.

## Descripción
La envergadura es de 10-20 milímetros.

## Distribución
Se distribuye por América del Norte.